# Final Masquerade
Final Masquerade è un singolo del gruppo musicale statunitense Linkin Park, pubblicato il 9 giugno 2014 come quinto estratto dal sesto album in studio The Hunting Party.

## Promozione
Il brano è stato pubblicato in anteprima su MTV per lo streaming gratuito l'8 giugno 2014. Dopo la pubblicazione del relativo lyric video sul canale YouTube dei Linkin Park, il 9 giugno Final Masquerade è stato pubblicato come il quinto singolo digitale estratto da The Hunting Party.
Il 1º agosto 2014 la Warner Music Germany ha rivelato la data pubblicazione della versione CD del singolo, inizialmente fissata per il 20 settembre dello stesso anno; successivamente la data è stata posticipata al 26 dello stesso mese.

Il 18 febbraio 2015 i Linkin Park hanno reso disponibile per il download gratuito una versione acustica del brano in segno di ringraziamento ai fan «per tutto il supporto [offerto loro] durante gli ultimi due mesi»:
(Mike Shinoda)

## Video musicale
Il video, diretto da Mark Pellington e girato tra il 23 e il 24 giugno 2014, è stato reso disponibile il 29 luglio in anteprima su MTV.
Il video presenta immagini del gruppo alternate a veloci inquadrature che riprendono, seppur senza un particolare filo conduttore, le storie di vari personaggi tra i quali si può vedere un neonato, una figura angelica ed un richiamo ad Adamo ed Eva. A detta dello stesso Pellington, ogni figura rappresenta particolari sentimenti e temi; inoltre, ogni storia ha un inizio, una parte centrale ed una fine. Sempre per il regista, lo scenario rappresenterebbe quello di un'apocalisse statunitense.

## Tracce
Download digitale, CD promozionale (Paesi Bassi)
1. Final Masquerade – 3:37

CD singolo (Europa)
1. Final Masquerade – 3:37
2. Until It's Gone (Live at Rock am Ring) – 3:49

Download digitale – versione acustica
1. Final Masquerade (Acoustic) – 3:50

## Formazione
Hanno partecipato alle registrazioni, secondo le note di copertina di The Hunting Party:
Gruppo
- Chester Bennington – voce
- Mike Shinoda – chitarra ritmica, tastiera, pianoforte
- Brad Delson – chitarra solista, cori
- Phoenix – basso, cori
- Rob Bourdon – batteria, percussioni, cori
- Joe Hahn – campionatore, programmazione, cori

Produzione
- Mike Shinoda – produzione, ingegneria del suono
- Brad Delson – produzione
- Emile Haynie – coproduzione
- Ethan Mates – ingegneria del suono
- Josh Newell – montaggio digitale
- Alejandro Baima – assistenza tecnica
- Brendan Dekora – assistenza tecnica aggiuntiva
- Jennifer Langdon – assistenza tecnica aggiuntiva
- Andy Wallace – missaggio
- Paul Suarez – ingegneria Pro Tools
- Del Bowers – assistenza al missaggio
- Emily Lazar – mastering
- Rich Morales – assistenza al mastering

## Classifiche
| Classifica (2014)                | Posizione massima |
| -------------------------------- | ----------------- |
| Australia                        | 43                |
| Austria                          | 65                |
| Belgio (Fiandre)                 | 94                |
| Belgio (Vallonia)                | 46                |
| Canada                           | 85                |
| Danimarca                        | 34                |
| Francia                          | 45                |
| Germania                         | 70                |
| Italia                           | 34                |
| Lussemburgo                      | 6                 |
| Nuova Zelanda                    | 30                |
| Regno Unito                      | 106               |
| Regno Unito (rock & metal)       | 2                 |
| Spagna                           | 35                |
| Stati Uniti                      | 115               |
| Stati Uniti (alternative)        | 32                |
| Stati Uniti (mainstream rock)    | 35                |
| Stati Uniti (rock & alternative) | 18                |
| Svizzera                         | 64                |

## Date di pubblicazione
| Paese  | Data di pubblicazione | Formato           | Note   |
| ------ | --------------------- | ----------------- | ------ |
| Mondo  | 9 giugno 2014         | Download digitale | [ 1 ]  |
| Italia | 1º agosto 2014        | Airplay           | [ 19 ] |
| Europa | 26 settembre 2014     | CD                | [ 5 ]  |